# Drino distincta
Drino distincta là một loài ruồi trong họ Tachinidae.